# Gerben Thijssen
Gerben Thijssen (* 21. června 1998) je belgický profesionální silniční a dráhový cyklista jezdící za UCI WorldTeam Intermarché–Wanty.

## Hlavní výsledky

### Silniční cyklistika
2016
vítěz Omloop der Vlaamse Gewesten
Trofeo Karlsberg
vítěz etap 1 a 2a
Internationale Cottbuser Junioren-Etappenfahrt
vítěz 1. etapy
2017
vítěz Grote Prijs Stad Sint-Niklaas
Olympia's Tour
vítěz 4. etapy
2. místo Gooikse Pijl
3. místo Paříž–Tours Espoirs
7. místo Ronde van Overijssel
7. místo Eschborn–Frankfurt City Loop U23
2018
Národní šampionát
 vítěz silničního závodu do 23 let
5. místo Paříž–Troyes
2019
vítěz Memorial Van Coningsloo
Paříž–Arras Tour
vítěz 1. etapy
Tour d'Eure-et-Loir
4. místo celkově
 vítěz soutěže mladých jezdců
vítěz 2. etapy
Mistrovství Evropy
6. místo silniční závod do 23 let
2020
2. místo Gooikse Pijl
2021
5. místo Grand Prix de Fourmies
2022
vítěz Gooikse Pijl
Tour de Pologne
vítěz 2. etapy
Čtyři dny v Dunkerku
vítěz 6. etapy
2. místo Veenendaal–Veenendaal Classic
3. místo Grote Prijs Marcel Kint
4. místo Grote Prijs Jean-Pierre Monseré
5. místo Bredene Koksijde Classic
7. místo Antwerp Port Epic
7. místo Kampioenschap van Vlaanderen
9. místo Omloop van het Houtland
2023
vítěz Grote Prijs Jean-Pierre Monseré
vítěz Bredene Koksijde Classic
vítěz Ronde van Limburg
vítěz Omloop van het Houtland
2. místo La Roue Tourangelle
2. místo Grand Prix de Fourmies
3. místo Grote Prijs Marcel Kint
4. místo Gooikse Pijl
5. místo Scheldeprijs
5. místo Elfstedenronde
8. místo Ronde van Drenthe
2024
vítěz Trofeo Palma
5. místo Clásica de Almería
5. místo Ronde van Limburg
Volta ao Algarve
 vítěz bodovací soutěže
vítěz 1. etapy
2. místo La Roue Tourangelle
3. místo Bredene Koksijde Classic
9. místo Heistse Pijl

#### Výsledky na Grand Tours
| Grand Tour      | 2020 | 2021 | 2022 | 2023 |
| --------------- | ---- | ---- | ---- | ---- |
| Giro d'Italia   | —    | —    | —    | —    |
| Tour de France  | —    | —    | —    | —    |
| Vuelta a España | DNF  | —    | DNF  | —    |

| —   | Nezúčastnil se |
| DNF | Nedokončil     |

### Dráhová cyklistika
2015
Mistrovství světa juniorů
 3. místo bodovací závod
2016
Národní juniorský šampionát
 vítěz omnia
 vítěz bodovacího závodu
vítěz Šest dní v Gentu U23 (s Julesem Hestersem)
UCI World Cup, Apeldoorn
 2. místo týmová stíhačka
2017
Mistrovství Evropy
 vítěz eliminačního závodu